# Kåbo

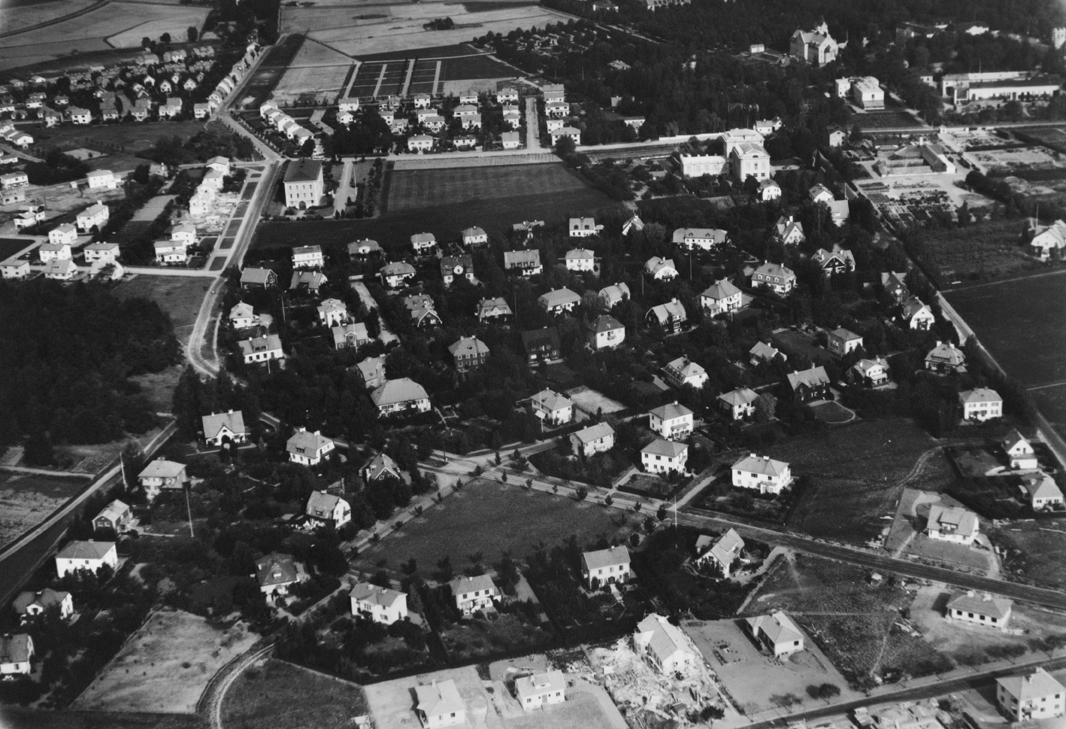
Flygfoto över Kåbo

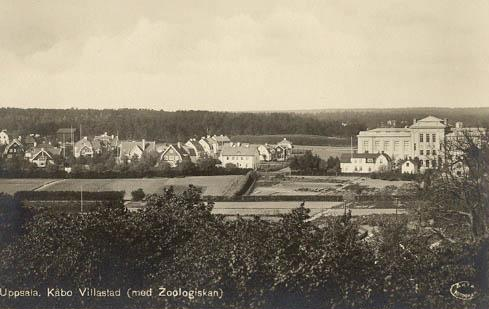
Kåbo villastad

Kåbo är en stadsdel i sydvästra Uppsala främst bestående av villabebyggelse och universitetsbyggnader. År 2021 hade stadsdelen 2 674 invånare.

## Historia
Kåbo har sitt ursprung i en by i Bondkyrka socken. Den omtalas första gången 1278 då Andreas And vid sitt tillträde som domprost erhöll en lott i Kåbo. År 1316 fanns två landbor under Uppsala domkyrka i Kåbo ('de Kaby'). Under 1500-talet fanns ingen by längre, Kåbo gärde var underlagt Uppsala slott, i övrigt fanns ett flertal åkervretar i Kåbo, tillhöriga domprosten, ärkebiskopen, ärkedjäknen och trinatis kanonikat i Uppsala domkyrka.
Uppsala har få villor från 1800-talet. Det var först under 1900-talet som villabebyggelsen på allvar gjorde entré i stadsbilden. Stadsplanearkitekten Per Hallman ritade planerna för villaförstäderna på Kåbo gärde och i yttre Svartbäcken som började byggas på 1910-talet. Området Kåbo gärde byggdes som en villastad mellan stadens universitetsområden. Gatunamnen var typiska för tiden – till exempel Sveavägen, Götavägen, Villavägen – och även mera ortspecifika som Kåbovägen och Arosgatan. Med sin placering nära Botaniska trädgården Linnéanum, universitetet, Stadsskogen samt Upplands regementes kaserner på Polacksbacken, var ursprungligen Kåbo till större delen bebott av professorer, andra universitetslärare och högre militära tjänstemän. Tidigare sade man att man bodde "på Kåbo", på grund av att Kåbo ursprungligen kallades "Kåbo gärde" eller "Kåbo Hage".
I området finns flera universitetsinstitutioner, Zoologen, Paleontologen, samt Sveriges geologiska undersökning, en ICA-affär, restaurang med mera. Strax öster om Kåbo ligger Akademiska sjukhuset och vid dess södra del, vid gränsen mot Rosendal, ligger Biomedicinskt centrum (BMC) och Rosendalsgymnasiet. Tidigare fanns i Kåbos östra del ett länsfängelse uppfört 1862, numera renoverat och huserande företag. Vid gränsen mot Eriksberg i nordväst ligger Bergaskolan, och norr därom Ekeby och de stora studentbostadsområdena. Mellan Eriksberg och Kåbo ligger Stadsskogen. I Kåbos södra delar finns ett antal flerbostadshus med bostadsrätter och även några med hyresrätter. På gränsen mot Ekeby ligger ett område kallat Kungsgärdet bestående av en mängd mindre egnahemsvillor samt radhus på Slöjdgatan.
Till höger ses bilder på några typiska tidiga Kåbovillor, vars bostadsyta ofta är mellan 200 och 300 m² eller mer (exklusive källare och vind). Villorna är oftast byggda på 1910- och 1920-talen. Villorna har förhållandevis små tomter på kring 1000–1500 m², men genom sin placering nära gatan döljer ofta husen rika trädgårdar bakom sina stora fasader och höga granhäckar. Det finns ett 60-tal villor med det ursprungliga stiltypiska utseendet. En namnkänd villa är till exempel Undénska villan. På 1930-talet började villorna bli mindre. Mindre stiltypiska, men ändå kända villor i Kåbo är Villa Göth och Bror Hjorths Hus. Även äldre bebyggelse finns i området, då främst i de områden i Botaniska trädgårdens eller Engelska parkens närhet. Villa Lugnet är ett exempel på en sådan äldre byggnad. Villa Tomtebo är en annan av de äldre byggnaderna i Kåbo. I oktober 2007 diskuterades ombyggnation och rivning av bland annat Villa Lyckan.
Till övervägande del är Kåbo ett område med villor i den högsta prisklassen.

## Arkitekter

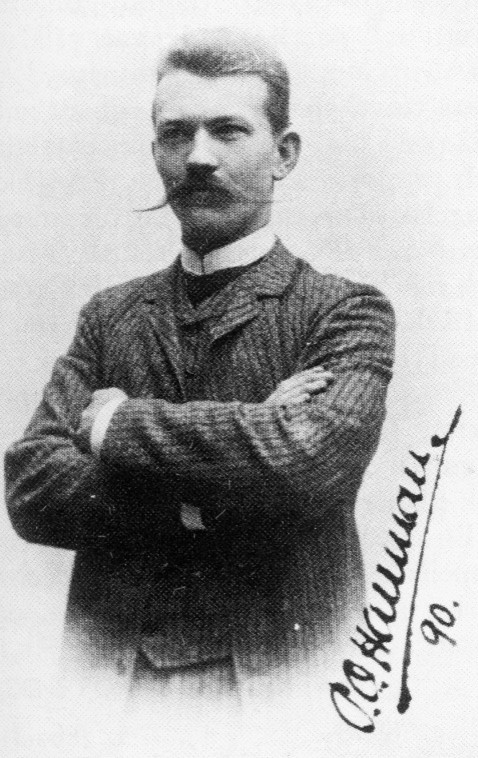
Per Olof Hallman 1890

Stadsarkitekt Per Hallman gjorde planerna för området. Albin Brag och Victor Holmgren var några av de arkitekter som ritade villor i Kåbo. Ture Stenberg ritade bland annat universitetsinstitutionerna Paleontologen, Zoologen, Fysikum och Kemikum. Stadsarkitekten Gunnar Leche ritade radhusen på Slöjdgatan.

## Statistik
2834 personer bor i stadsdelen. (31 december 2013)
Sammanräknad förvärvsinkomst 20-64 år (2012)
Medelinkomsten är 293 000 kronor (båda kön)  302 000 (män),  282 000 (kvinnor)

## Bildgalleri

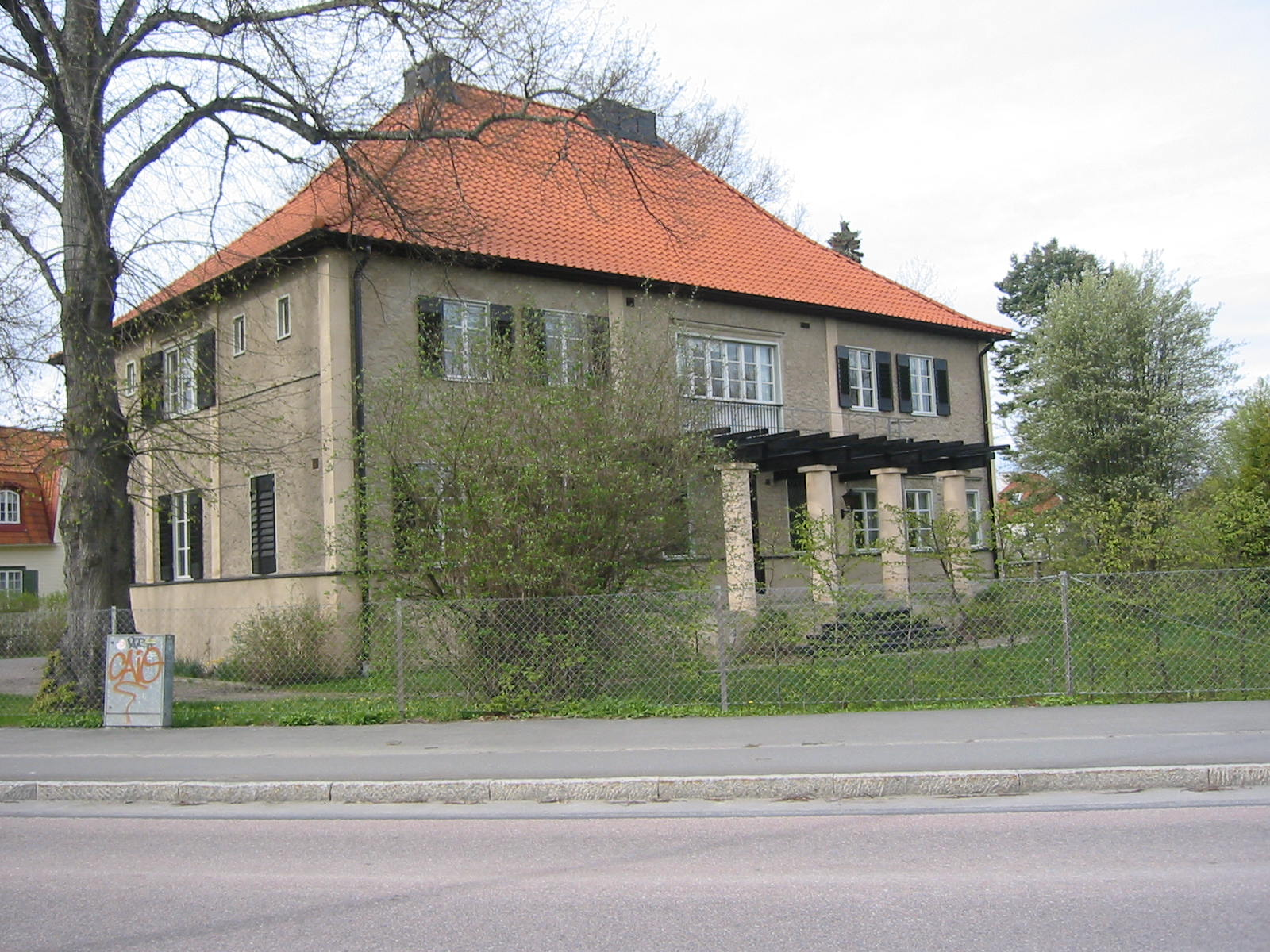
Undénska villan på Götavägen 14
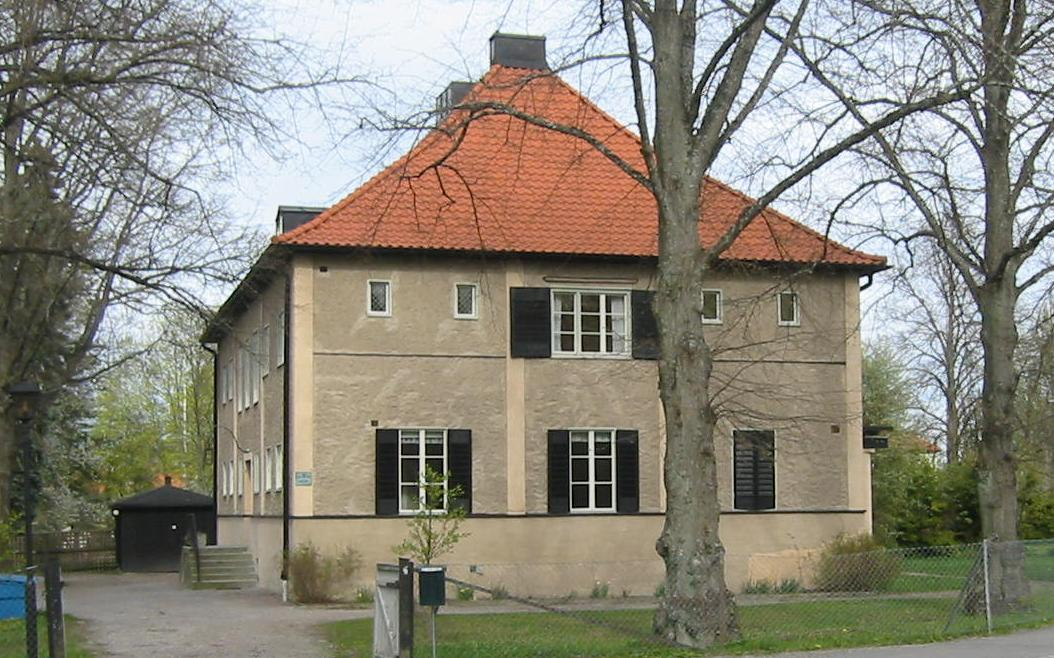
Villa på Götavägen
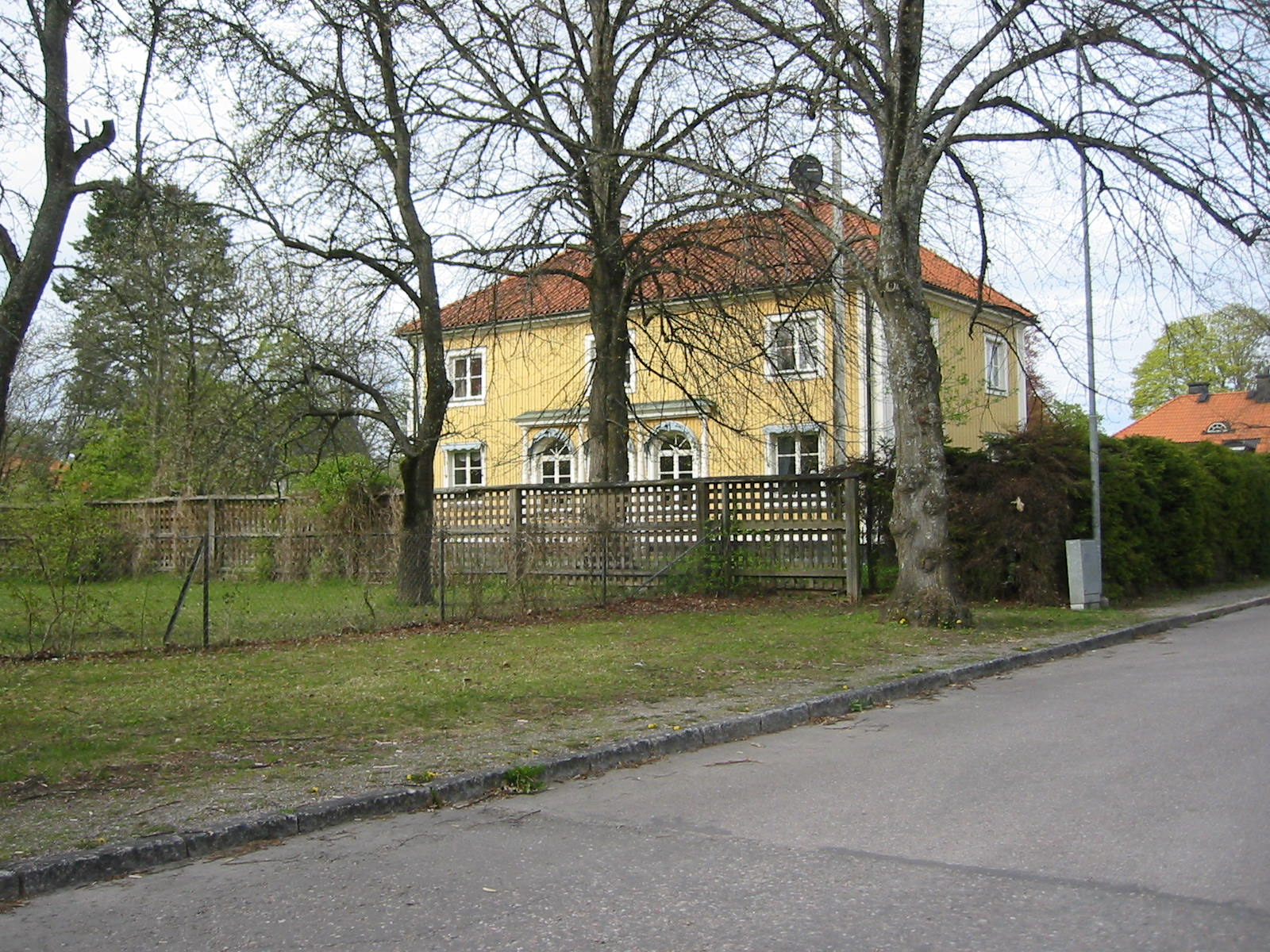
Villa på Sveavägen
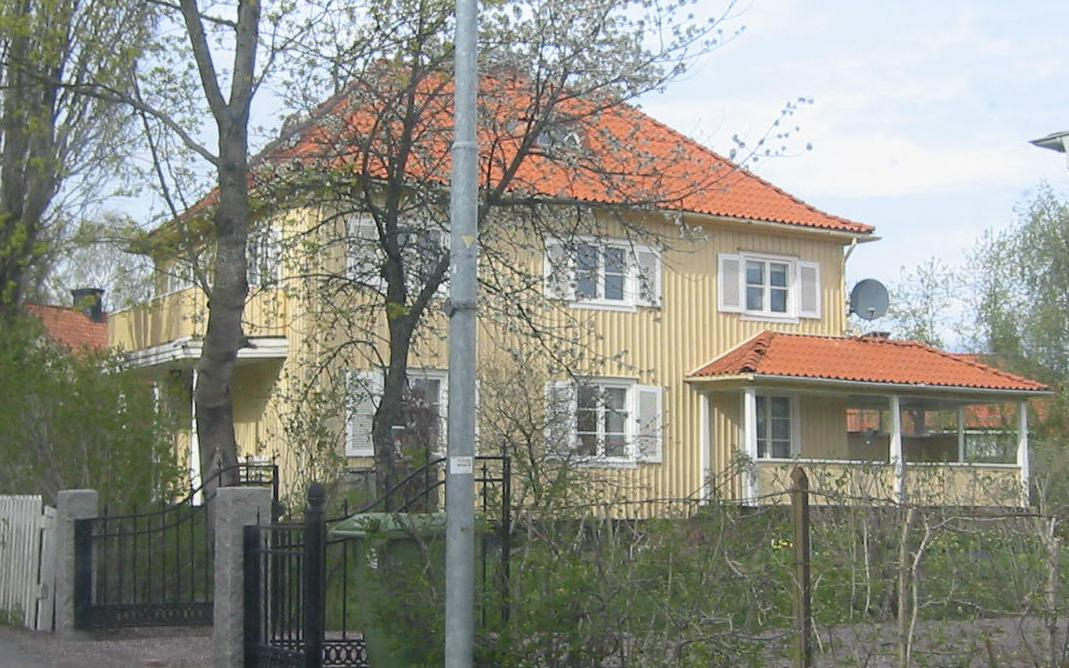
Villa på Kåbovägen
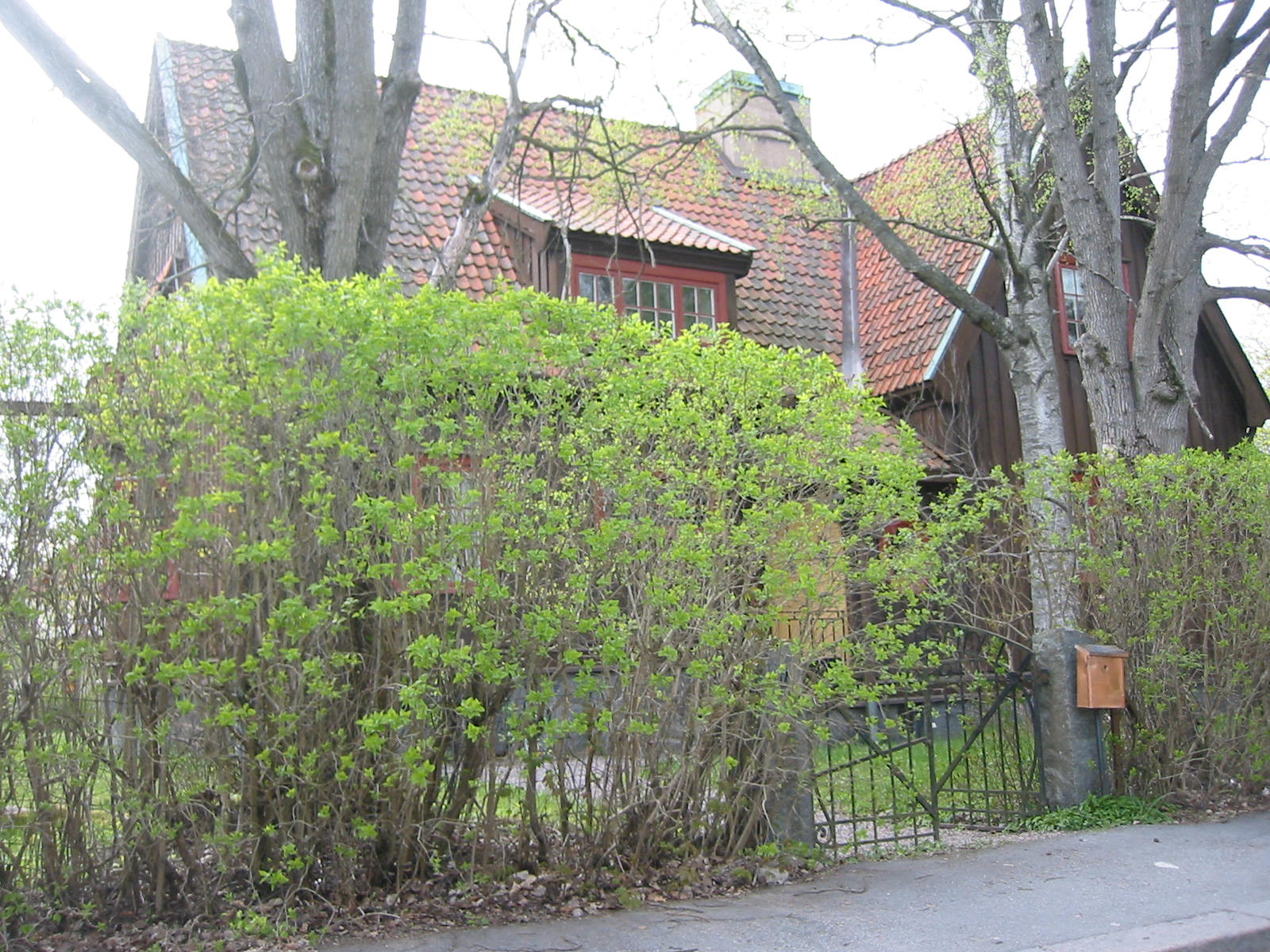
Villa på Villavägen
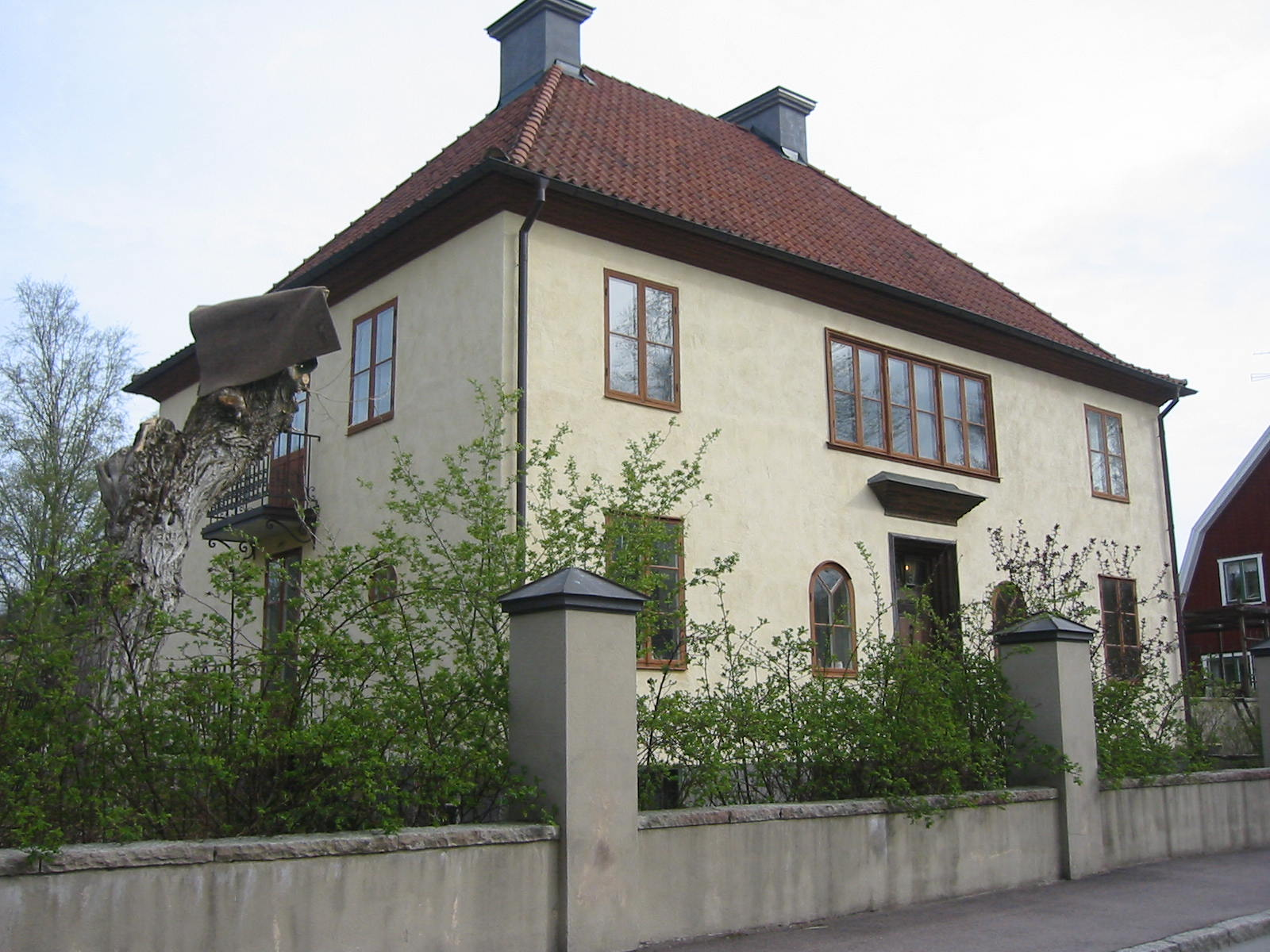
Villa på Södra Rudbecksgatan
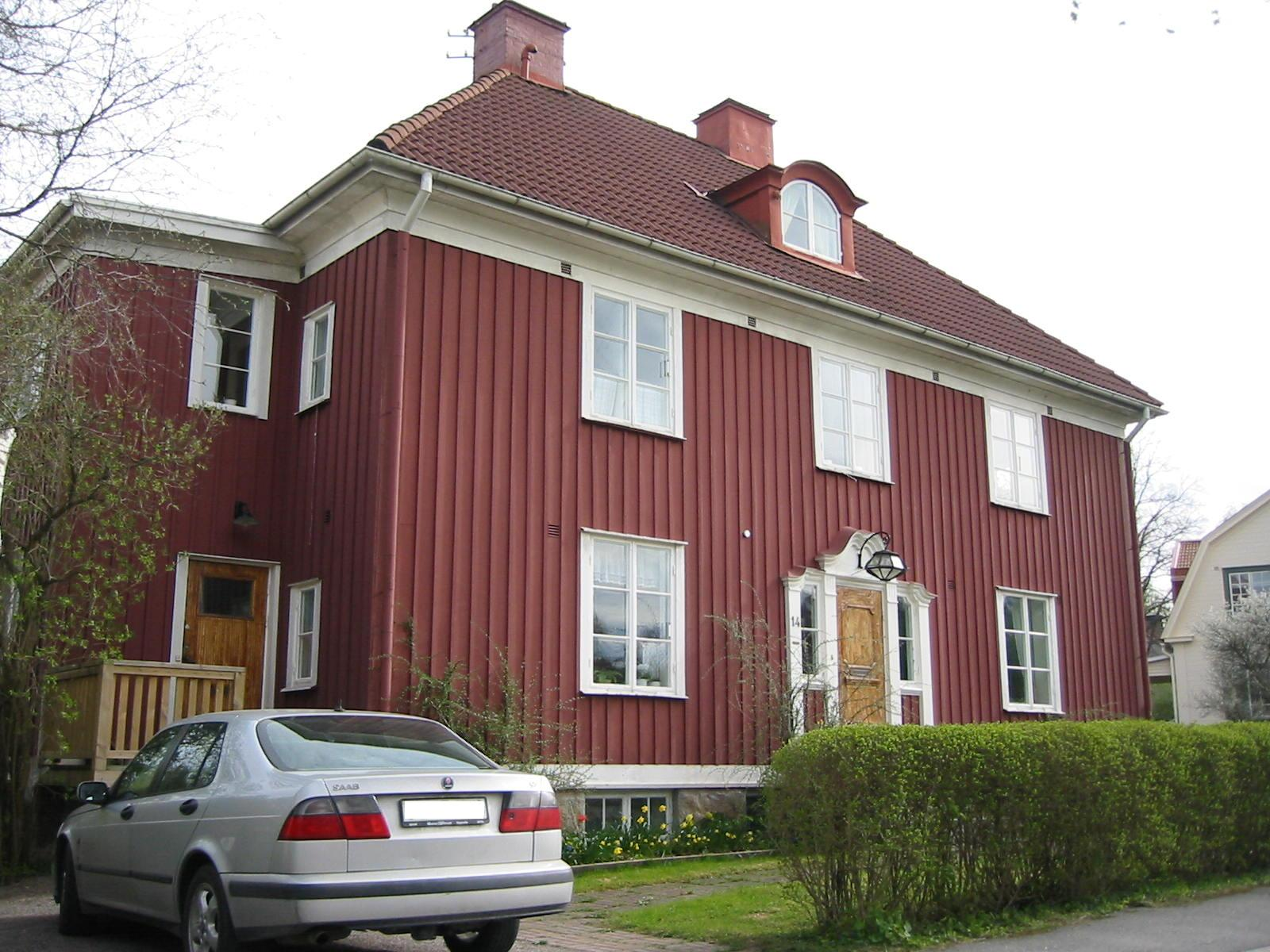
Villa på Södra Rudbecksgatan
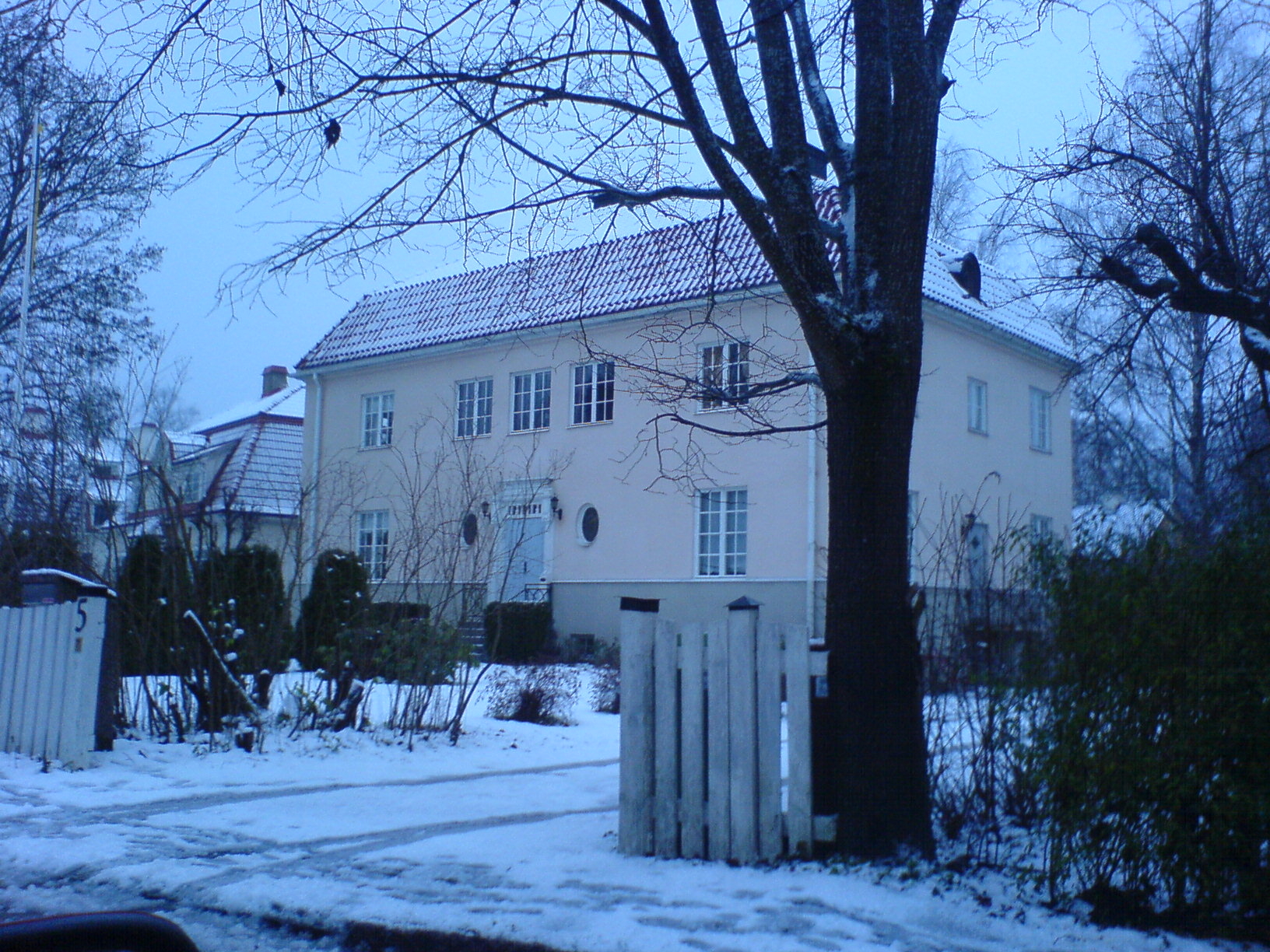
Villa på Södra Rudbecksgatan
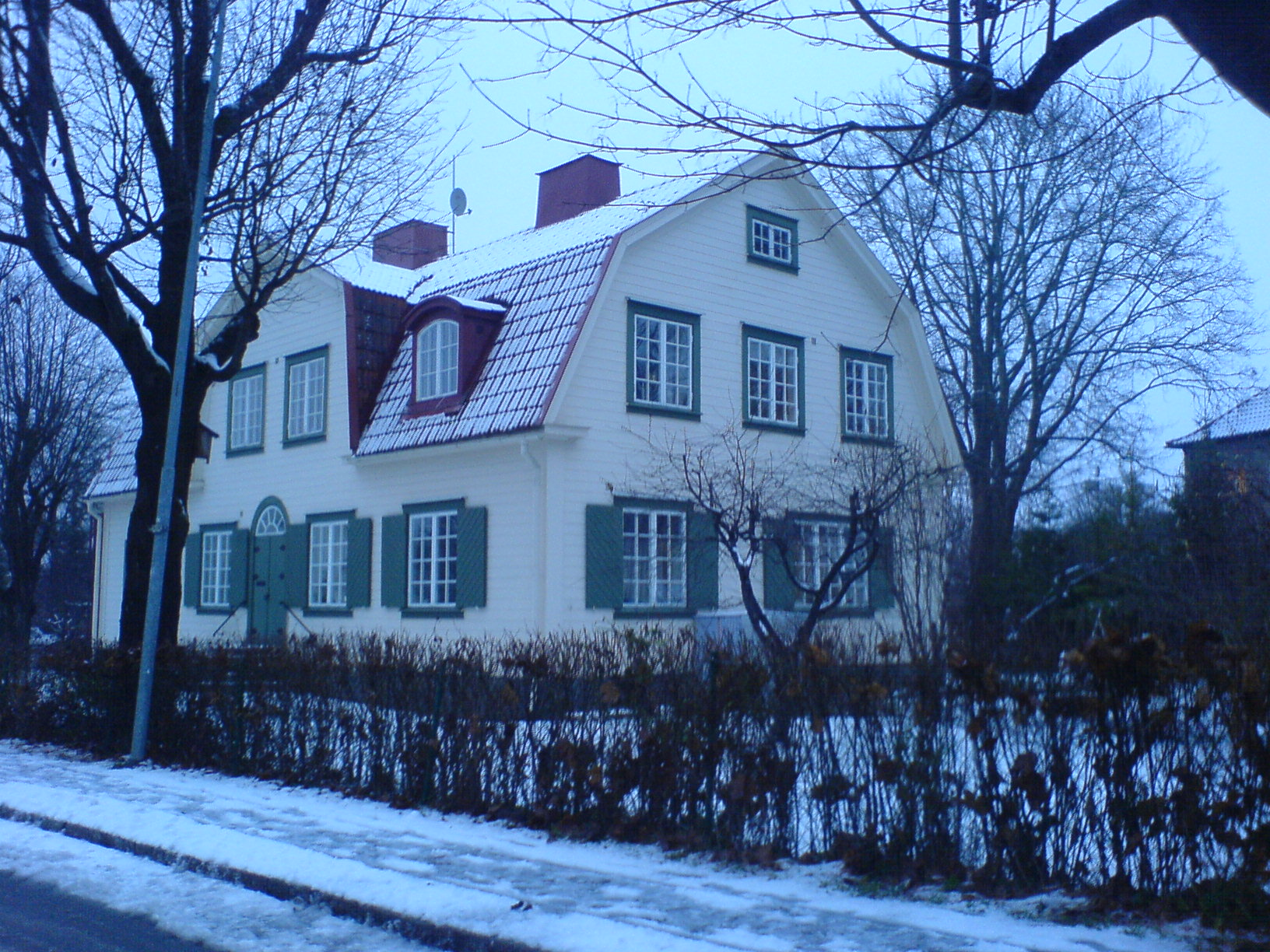
Villa på Södra Rudbecksgatan
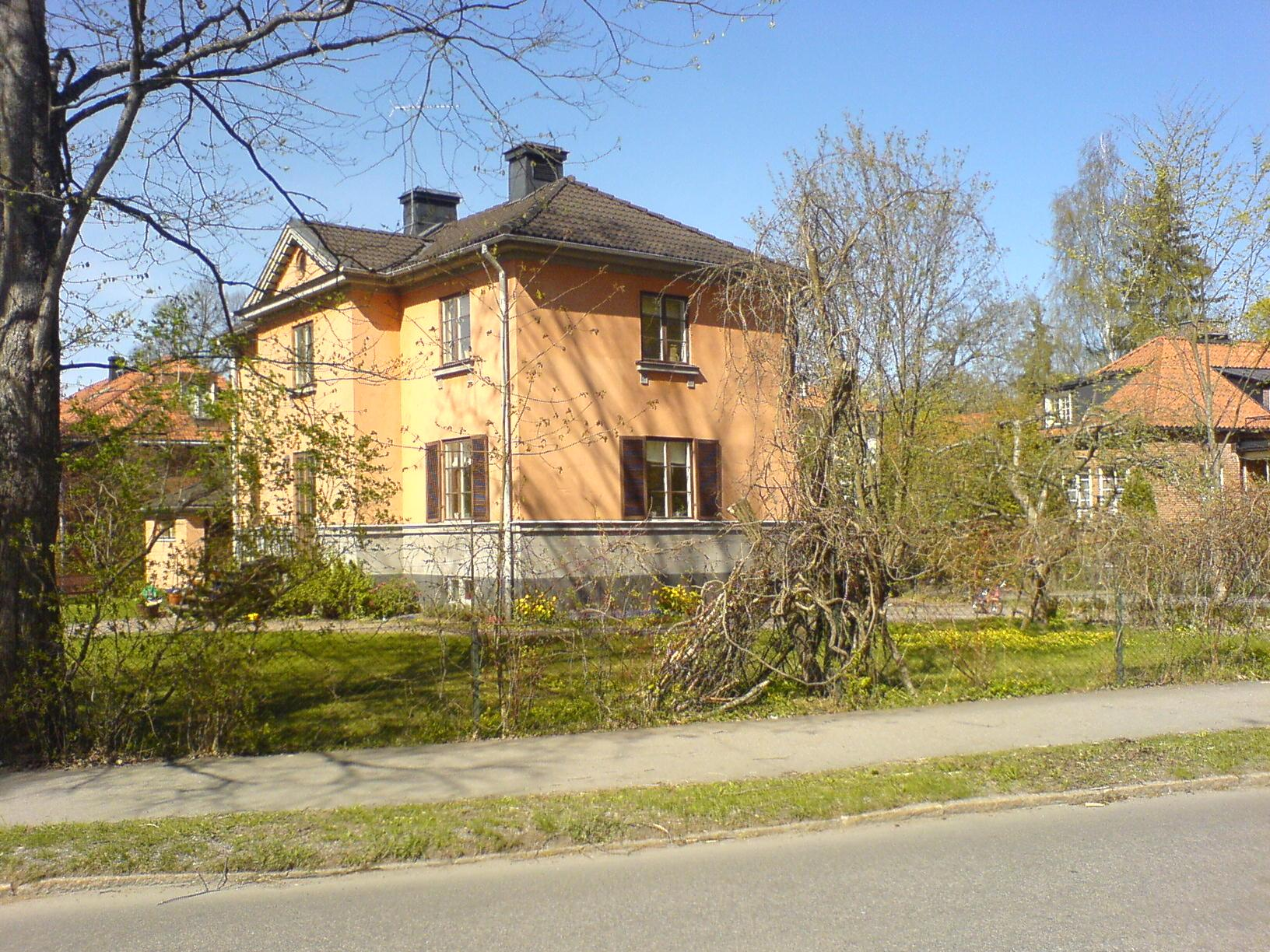
Villa Luna på Thunbergsvägen
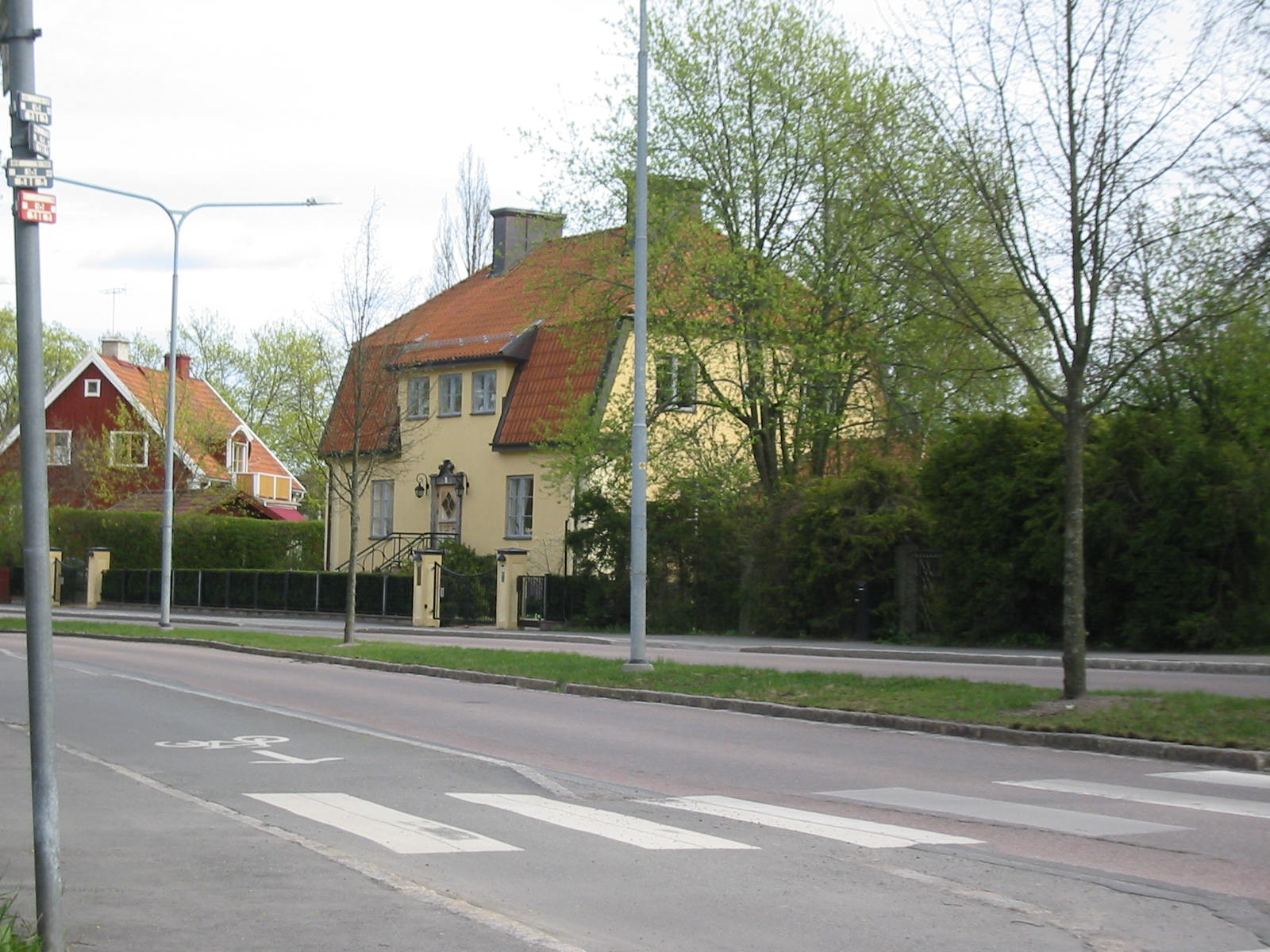
Villa på Götavägen
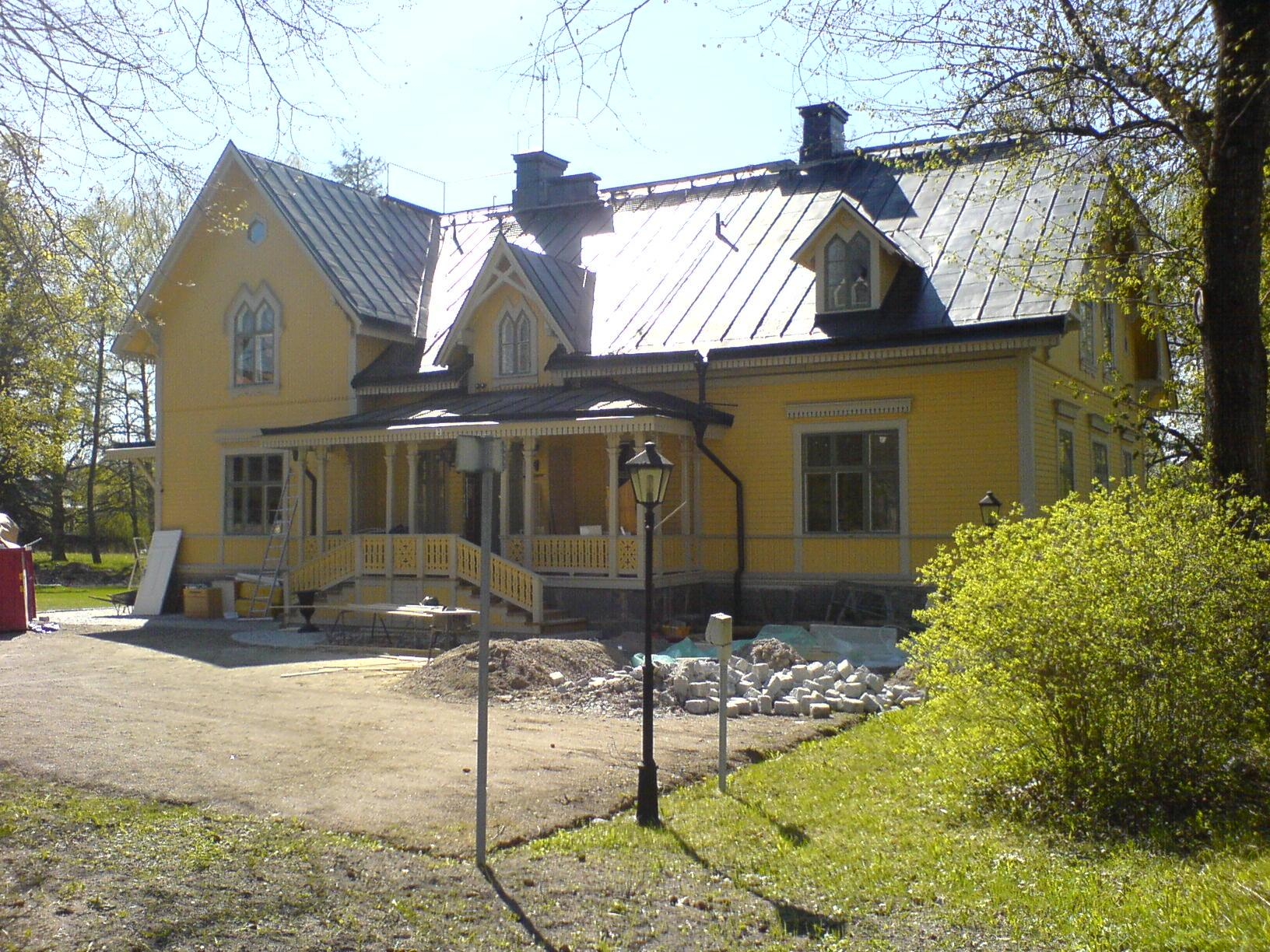
Villa Tomtebo Villavägen 3, sedd från gatan
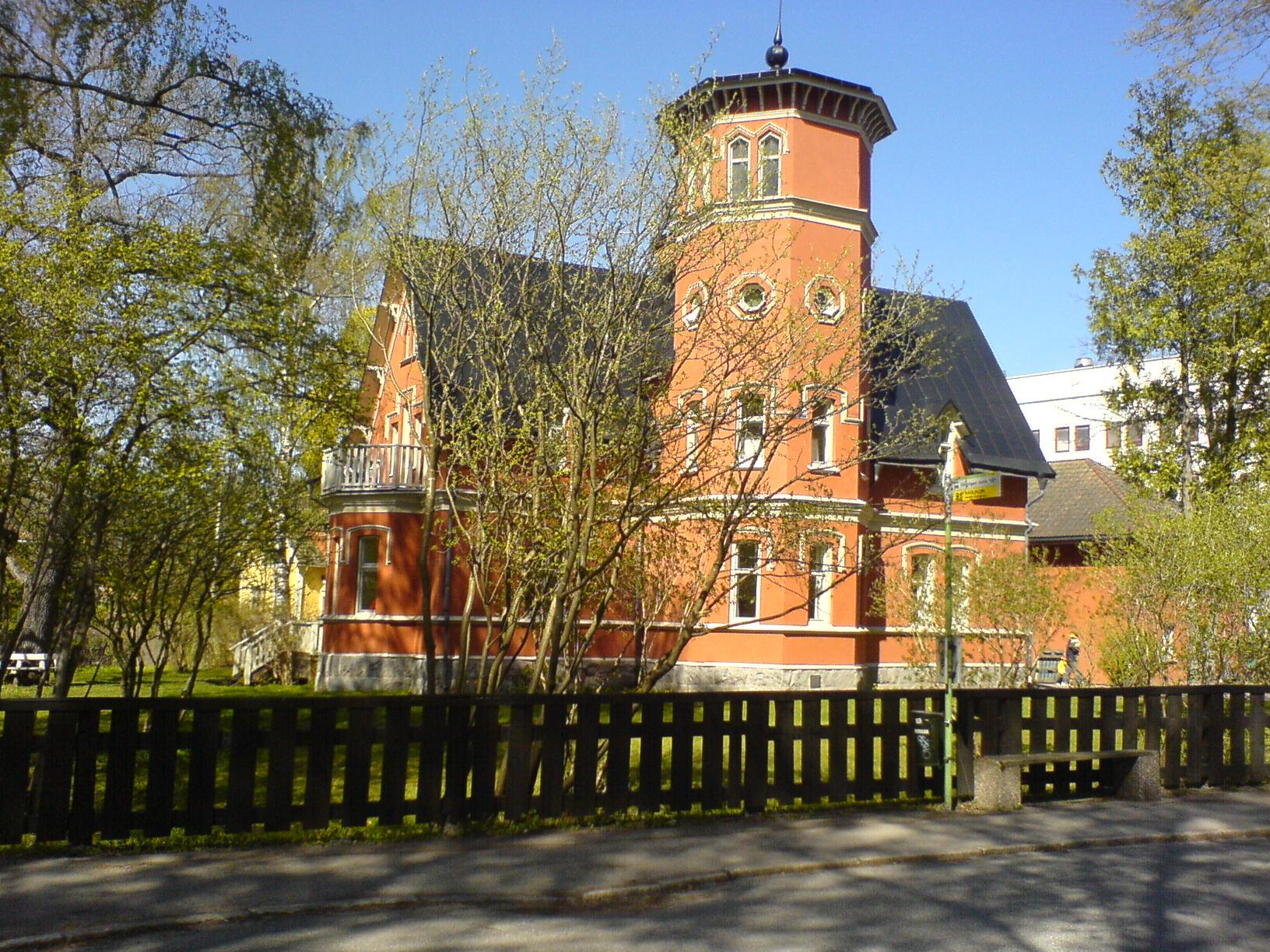
Villa Åsen, sedd från gatan
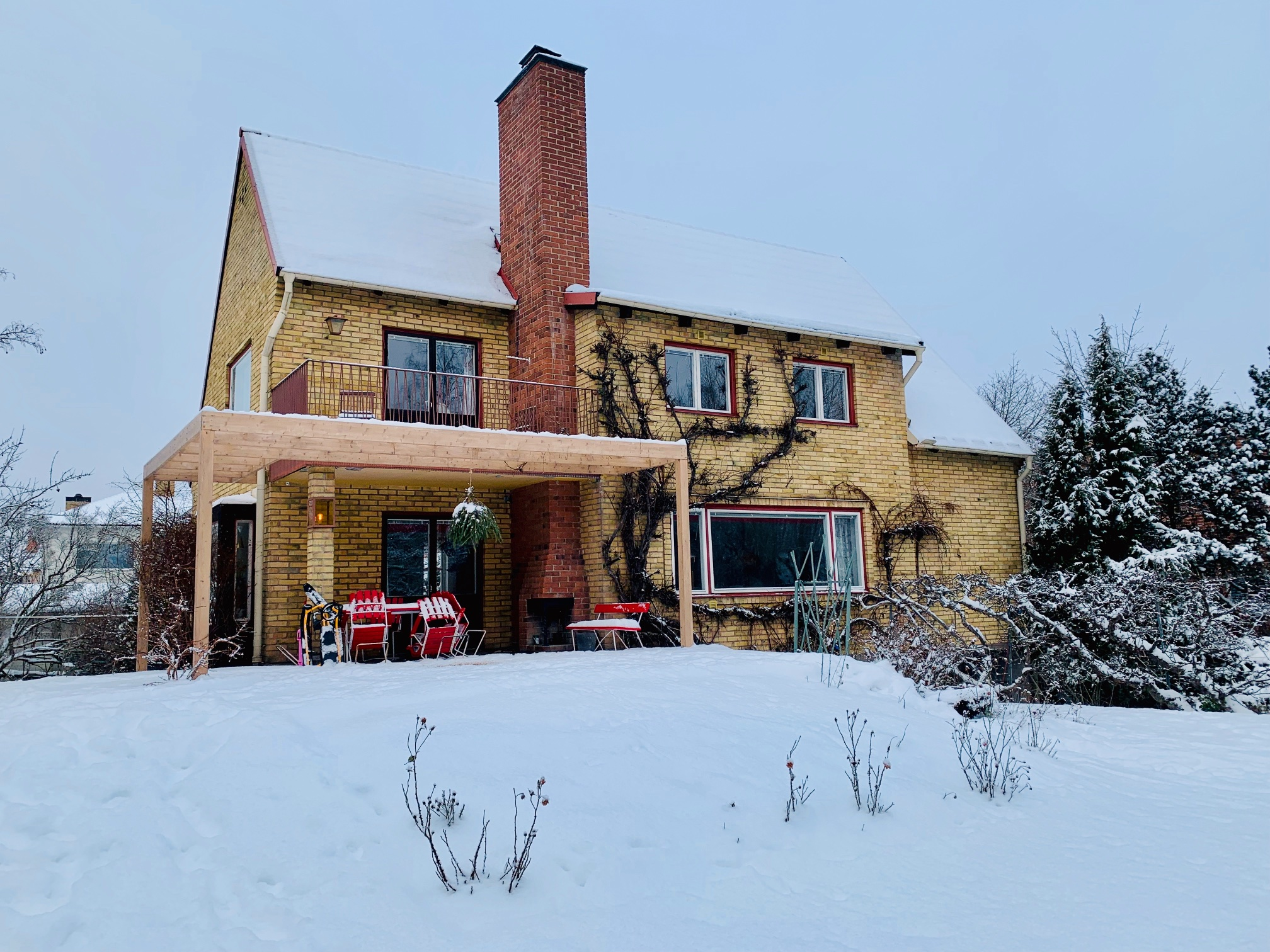
Villa på Döbelnsgatan
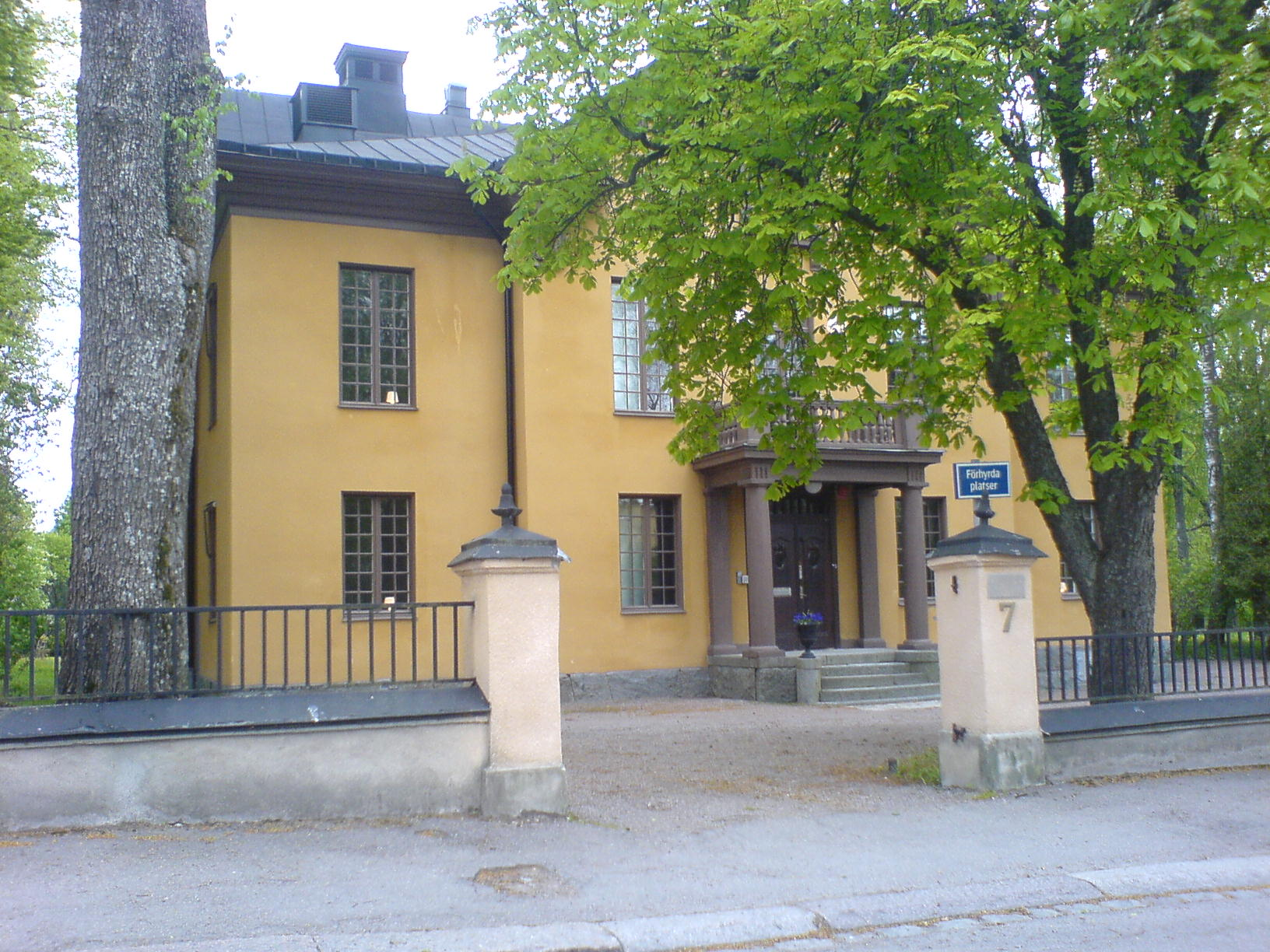
Villa Friden, sedd från gatan
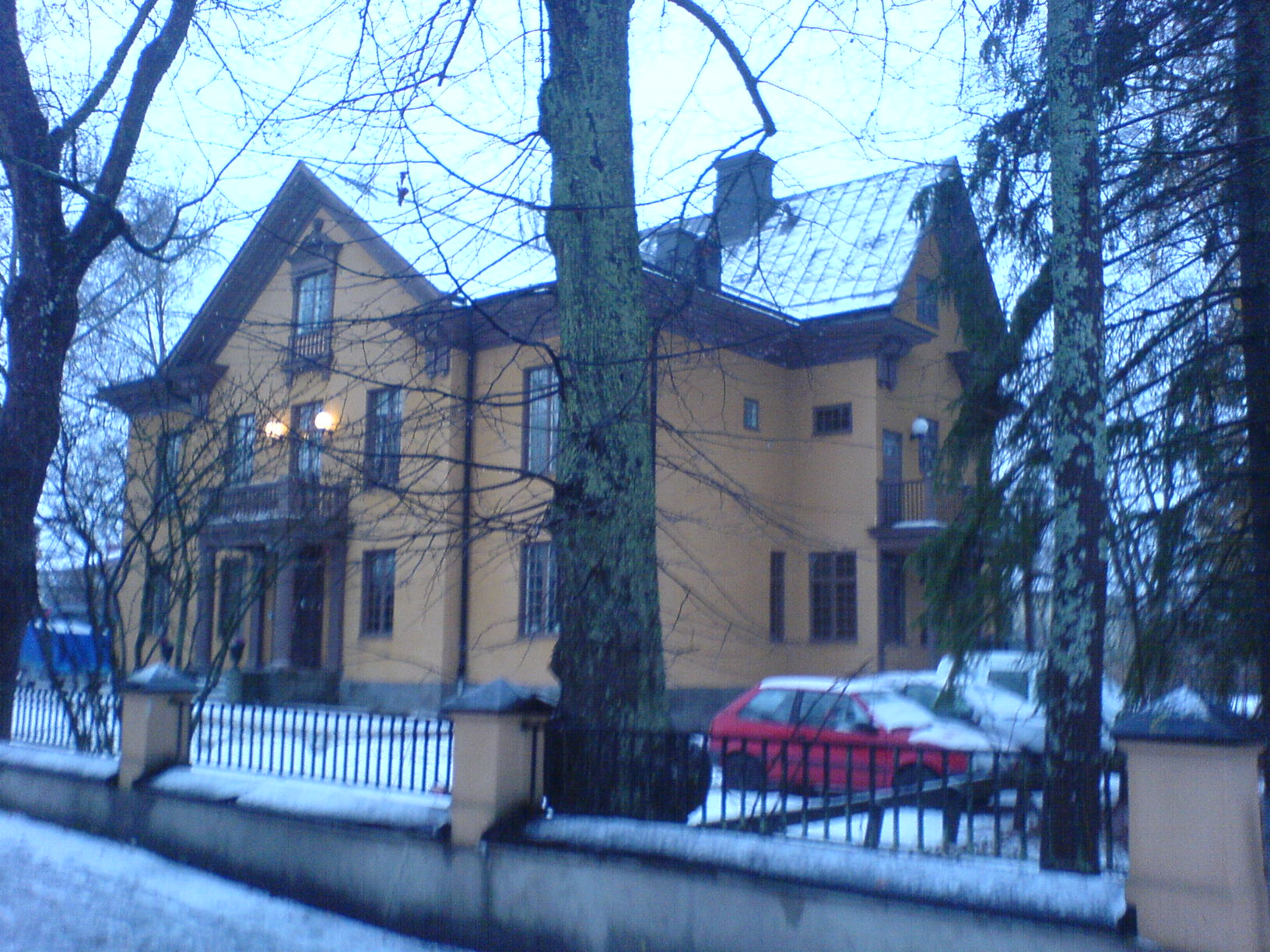
Villa Friden, sedd från gatan
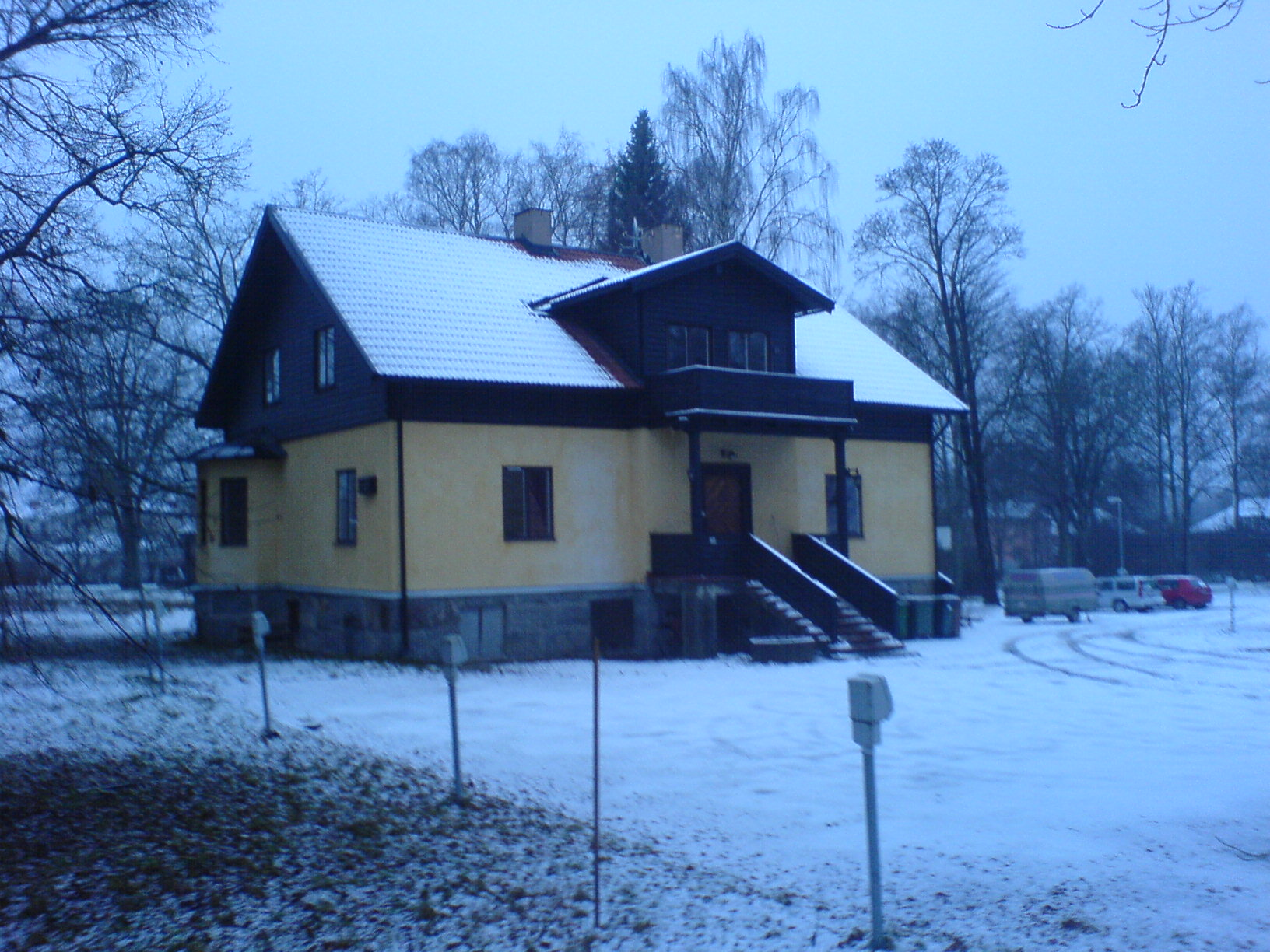
Villa Lyckan, sedd från gatan
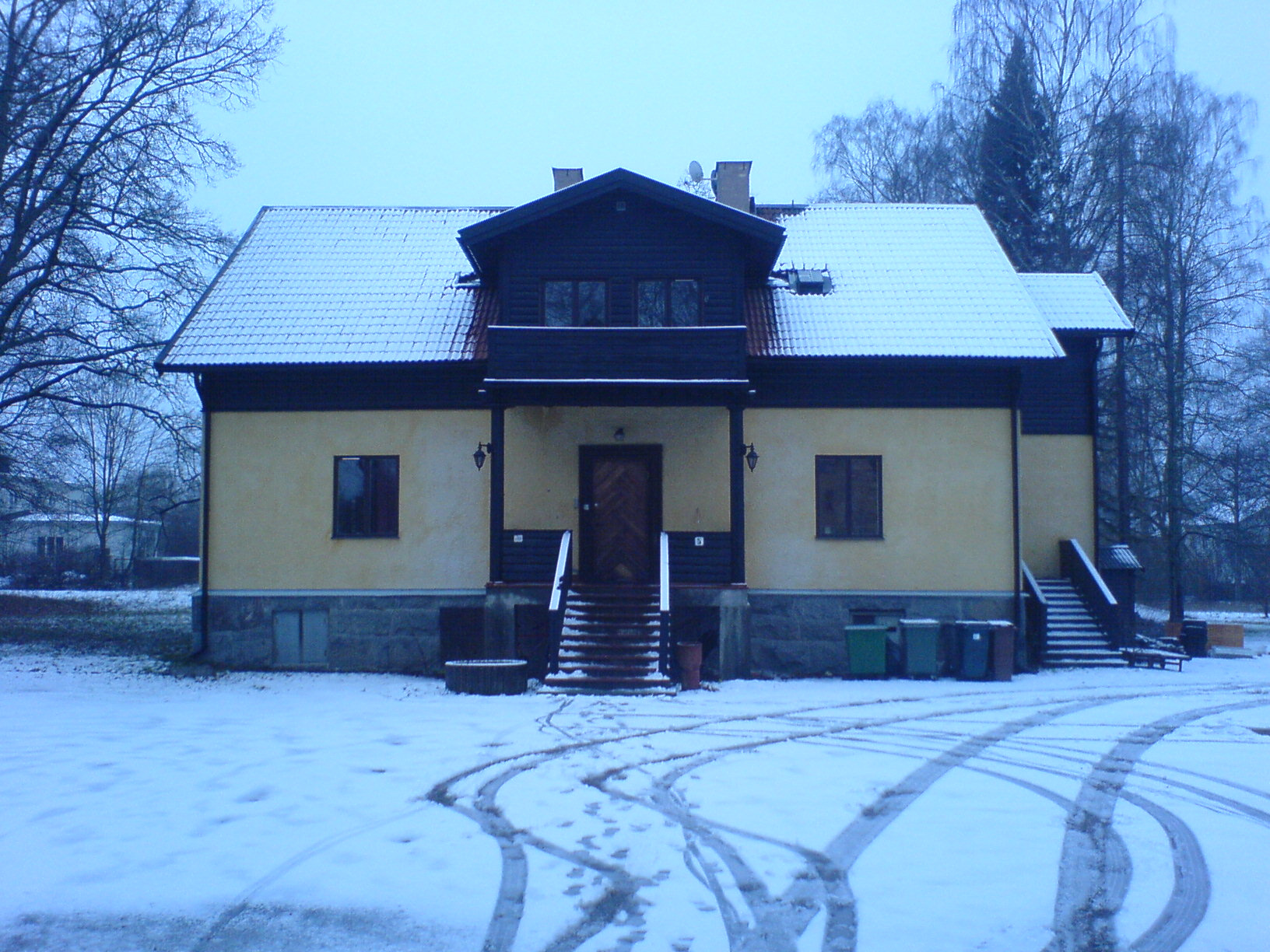
Villa Lyckan, sedd från gatan
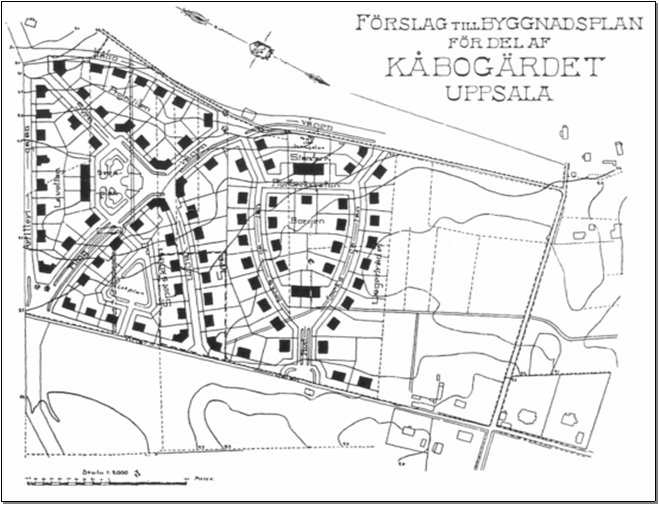
Stadsplanen